# Leche (álbum de Fobia)
Leche es el tercer álbum de estudio de la banda de rock alternativo Fobia, lanzado al mercado el 14 de septiembre de 1993 a través de Sony Music y distribuido internacionalmente por RCA Records. Fue el último álbum donde participa el baterista Gabriel Kuri. A pesar de que es considerado el punto máximo creativo de la banda, fue notable por sus bajas ventas, en parte debido a un estilo más experimental y vanguardista y a la pobre elección del único sencillo, lo cual causó poca exposición en los medios.
El sencillo elegido para debutar este disco fue «Los Cibernoides», una canción dedicada a Televisa, sin embargo la canción fallaba en retratar el estilo del disco, y su letra, poco entendible para la corriente principal contenía palabras altisonantes, lo cual redujo su posible exposición en medios.
Después del fracaso del primer sencillo, la disquera eligió no lanzar otro corte promocional, una decisión cuestionable, debido a la gran calidad de la música contenida en el disco y al sentir general que canciones como «Miel del Escorpión» (con arreglos de bossa nova), podría haber tenido un éxito al menos moderado. El álbum contiene otras canciones aclamadas por críticos y fanes como «Regrésame a Júpiter» y «Perra Policía».

## Lista de canciones
| Leche |                                |                                  |          |  |
| N.º   | Título                         | Escritor(es)                     | Duración |  |
| 1.    | «Plástico»                     | Francisco Huidobro y Fobia       | 3:53     |  |
| 2.    | «Los Cibernoides»              | Francisco Huidobro y Fobia       | 3:10     |  |
| 3.    | «Fiebre»                       | Francisco Huidobro y Fobia       | 3:56     |  |
| 4.    | «No Me Amenaces»               | Francisco Huidobro y Fobia       | 3:57     |  |
| 5.    | «"______"»                     | Morales, Lara, De Lozanne y Cha! | 0:47     |  |
| 6.    | «Miel del Escorpión»           | Francisco Huidobro y Fobia       | 4:34     |  |
| 7.    | «Perra Policía»                | Francisco Huidobro y Fobia       | 4:06     |  |
| 8.    | «Regresame a Júpiter»          | Francisco Huidobro y Fobia       | 3:59     |  |
| 9.    | «Maten al D.J.»                | Francisco Huidobro y Fobia       | 3:46     |  |
| 10.   | «Tú Me Asustas»                | Francisco Huidobro y Fobia       | 4:58     |  |
| 11.   | «Los Cibernoides» (Radio Edit) | Francisco Huidobro y Fobia       | 3:49     |  |
| 12.   | «Jonathan» (Bonus track)       | Francisco Huidobro y Fobia       | 1:35     |  |
| 00:00 |                                |                                  |          |  |

## Músicos

### Grupo
- Leonardo de Lozanne: Voz y Coros.
- Cha!: Bajo eléctrico y Sax.
- Francisco Huidobro: Guitarra Electromegnetica y Coros.
- Gabriel Kuri: Batería, Percusiones y Programación.
- Iñaki: Sampler y Coros.

### Músicos invitados
- Robert Aron: Sax
- Mac Gollehon: Trompeta
- Tom "Bones" Malones: Trombón
- Cyro Baptista: Percusión Brasileña
- Ismael Bruno: Percusión Latina
- Marten: B3 en "Fiebre"
- Rick: Tarola en "Regresame a Júpiter".

## Personal
- Grabación: Rick Kerr
- Asistente de Grabación: Joe Warda
- Grabaciones Adicionales: Marteen
- Mezcla: Rick Kerr
- Asistente de Mezcla: Charles Dos Santos
- Editado en: Bonzai
- Masterizado: Greg Calvi
- Diseño: Roger Gorman
- Fotografía: Mark Higashimo

## Trivia
Al final del video de "Los Cibernoides", los extraterrestres matan a Gabriel Kuri. Esto es considerado su despedida oficial del grupo.